# Seixas (Vila Nova de Foz Côa)
Seixas es una freguesia portuguesa del municipio de Vila Nova de Foz Côa, en el distrito de Guarda con 12,51 km² de superficie y 335 habitantes (2011). Su densidad de población es de 26,3 hab/km².